# Дик Адвокат
Дик Адвокат (хол. Dick Advocaat; Хаг 27. септембар 1947) је холандски фудбалски тренер и бивши фудбалер.
Са Шидамом је био шампион холанске Друге лиге 1990. Са ПСВ Ајндховеном је освојио холандску титулу (1997), куп (1996), те три Суперкупа (1996, 1997, 2012). Ренџерсу је донео домаћу триплу (1999) и дуплу круну (2000), а највеће успехе - ако се гледа величина трофеја - имао је у Зениту с којим је освојио руску Премијер лигу (2007), УЕФА куп (2008) и УЕФА суперкуп (2008).
Био је селектор Холандије у три наврата, затим Уједињених Арапских Емирата, Јужне Кореје, Белгије, Русије, Србије и Ирака. Најдаље је стигао са Холанђанима који су 2004. елиминисани у полуфиналу Европског првенства од домаћина Португалије (2:1).
Водио је репрезентацију Србије на старту квалификација за Европско првенство 2016. Србија је са Адвокатом на клупи играла нерешено у Јерменији (1:1), па су службеним резултатом (3:0) изгубили од Албаније, а пораз од Данске (1:3) у Београду потписао је отказ Холанђанину.